# Gisèla de France
Gisela (en français : Gisèle ; fl. 911) est un personnage, peut-être fictif, qui aurait été une princesse mariée à Rollon, duc de Normandie,.
Selon la tradition, Rollon aurait été fiancé à Gisela, fille du roi de Francie occidentale, Charles le Simple, après sa conversion au christianisme qui aurait permis son accession au titre de duc de Normandie en 911. Ni le mariage ni même l'existence de Gisela ne sont confirmés. Des historiens ont émis l'hypothèse que, si elle a réellement existé, elle pouvait avoir été une fille illégitime de Charles.
Un personnage du nom de Gisla (présenté comme une fille de Charles le Chauve plutôt que de son petit-fils Charles le Simple, et comme la mère des enfants de Rollon) est interprété dans la série Vikings par Morgane Polanski.